# Hortizuela
Hortizuela es un despoblado perteneciente al municipio español de Villar de Olalla, en la provincia de Cuenca. 

## Geografía
En el siglo XIX se decía cómo la mayor parte de su término estaba «poblado de robles, encinas, pinos, sabinas, enebros y otros arbustos».

## Historia
A mediados del siglo XIX, la villa, que por entonces tenía ayuntamiento propio, tenía contabilizada una población de 44 habitantes. Aparece descrita en el noveno volumen del Diccionario geográfico-estadístico-histórico de España y sus posesiones de Ultramar de Pascual Madoz de la siguiente manera:

HORTIZUELA: v. con ayunt. en la prov., dióc. y part. jud. de Cuenca (3 leg.), aud. terr. de Albacete (16) y c. g. de Castilla la Nueva (Madrid 22). sit. en el llano que forma la cima de una colina ventilada por todos los vientos y en especial por el de N. con clima frio y sano. Tiene 13 casas inclusa la del Señor del pueblo, y todas á escepcion de esta, que es un edificio regular, aunque con mala distribucion interior, son miserables, formando una pequeña calle: hay una igl. aneja de la de Barbalimpia y servida por el teniente de la matriz. Confina el térm. por N. con el de Colliga y Villanueva de los Escuderos; E. r. Jucar y Villar de Olalla; S. Osilla y Barbalimpia, y O. con el de Abia de la Obispalia, su estension es de E. á O. 1 leg. y de N. á S. 1/2. Su terreno es poco productivo y la mayor parte está poblado de robles, encinas, pinos, sabinas, enebros y otros arbustos; en él se encuentran varios manantiales de buen agua y los vec. se surten de los mas próximos á la pobl. Los caminos son locales y de herradura y se hallan en mal estado. prod.: trigo, cebada, centeno, avena, judias, guijas y hortalizas: cria ganado lanar, cabrio y algun vacuno, caza de liebres, conejos, perdices y algunos corzos. ind.: la agrícola. pobl.: 11 vec., 44 alm. cap. prod.: 225,160 rs. imp. 11,258 rs. Esta v. es de señ. particular perteneciente á Doña Maria Perca del Castillo y al señor de Zárate; pero nunca han cobrado alcabalas ni han sido partícipes en diezmos.
(Madoz, 1847, p. 239)

El despoblado pertenece al término municipal de Villar de Olalla.